# Чувари заборављеног времена
„Чувари заборављеног времена“ је научнофантастични стрипски серијал из Србије. Написао га је Мирослав Марић, а нацртао Вујадин Радовановић. Представља значајно дело у историји домаће фантастике и стрипа, а због Радовановићевог удела и један од главних серијала у историји београдске групе „Баухаус 7“.
Прва епизода објављена је 1990. као засебан колорни албум у издању „Дечјих новина“ из Горњег Милановца,, други албум је као црно-бели сепарат Књижевне речи изашао 2000, да би оба била објављена 2012. у књизи, заједно са премијерним трећим наставком, који завршава причу (београдска кућа „Дарквуд“).
Футурофантастични стрип приказује две културе — једну високотехнолошку, другу племенску — у тренуцима њихових унутрашњих криза. Оне живе једна до друге и узајамно су упућене, али су и у сукобу због различитог виђења света и духовних вредности.
Критичари су закључили је серијал „имао за амбицију да створи домаћи одговор на француски стрип главног тока,
како по дугачкој, епизованој, драмској форми, тако и по прочишћеном цртежу који је ипак задржао личну вибрацију. Резултат ове фантазијске приче је испунио тежњу стваралаца и добијен је серијал по вишим европским стандардима“.

## Стрипографија
1. колорни албум, едиција „Мајстори југословенског стрипа“, „Дечје новине“, Горњи Милановац, 1990, уредник Славиша Ћировић
2. црно-бели албум, НИП „Књижевна реч“, Београд, 2000, уредник Момчило Рајин
3. интеграл, заједно са трећим албумом серијала, црно-бело, „Darkwood“, Београд, 2012, уредник Дејан Ђоковић.  978-86-6163-068-2..